# Gyöngyösi Ferences Könyvtár

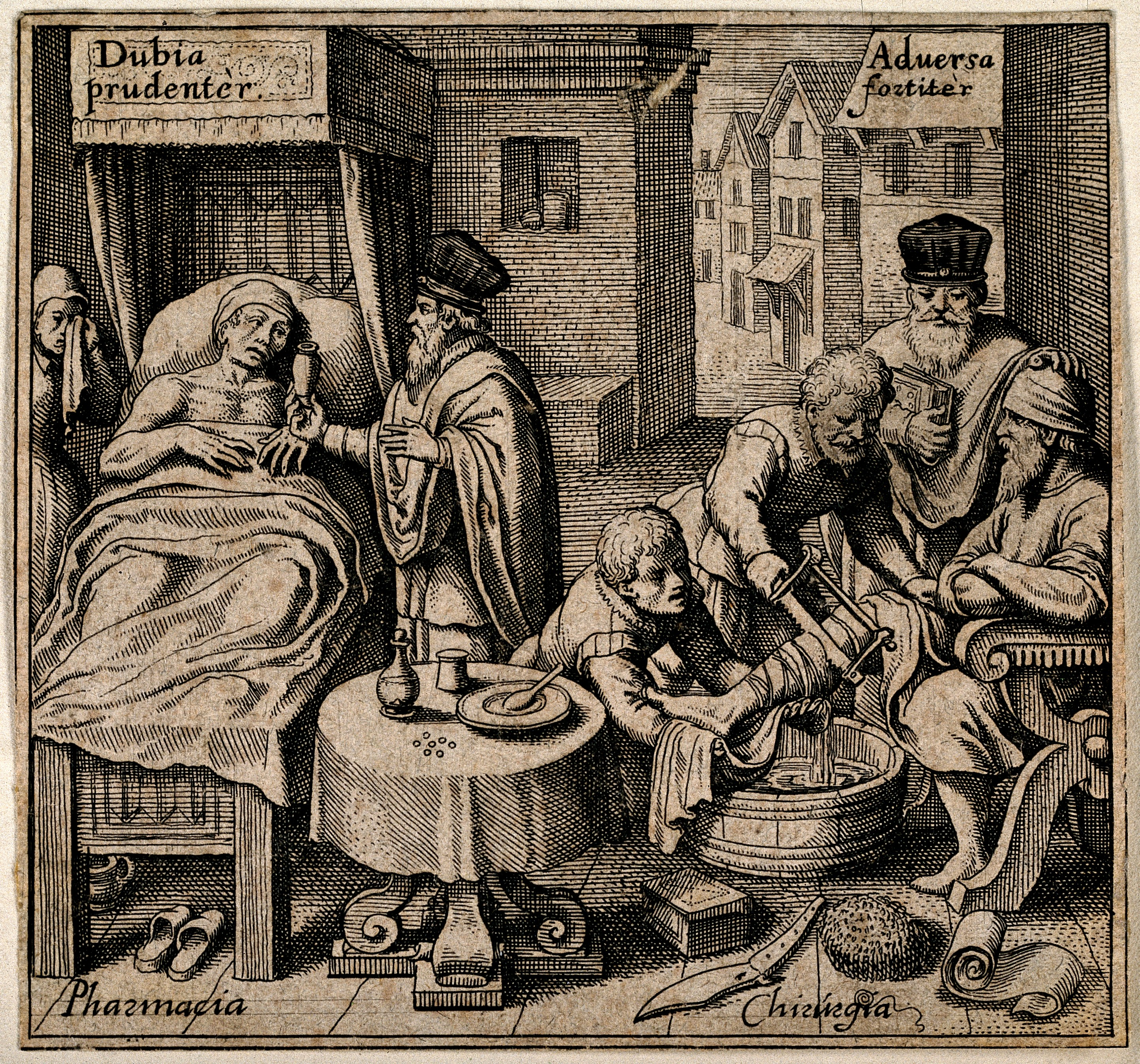
Az orvos tevékenységei. Metszet a gyöngyösi ferences patika könyvéből. Arnold Weickard: Thesaurus pharmaceuticus. Frankfurt, 1626.

A Gyöngyösi Ferences Könyvtár Magyarország egyetlen, a középkor óta megszakítások nélkül ugyanabban a városban Gyöngyösön működő könyvtára. Állománya ma mintegy 20 000 kötet, amelyből 217 ősnyomtatvány, 1042 antikva, 268 RMK-kötet, 5 középkori és 160 újkori kézirat. Műemlékkönyvtár, amely a történelem alatt kialakult értékes állományát a maga integritásában őrzi több száz éve. A könyvtár kutatók számára engedéllyel látogatható; turisták belépővel tekinthetik meg a gyűjteményt és a kiállítást.

## Története

### Kezdetek
A Gyöngyösi Ferences Könyvtár alapításának pontos ideje ismeretlen, de feltételezhetően azonos a kolostoréval, amelynek építését Károly Róbert uralkodása alatt, Szécsényi Tamásnak (†1354) vagy valamelyik leszármazottjának köszönhetik a ferencesek. Bár a Gyöngyösi Ferences Könyvtár túlélte mind a középkori magyar állam 1526-os bukását, mind a hitújítás idejének harcait, és 1950-ig néhány tűzvészt leszámítva köteteit még az épületből sem kellett kimenekíteni, legrégebbi kézírásos és nyomtatott könyvei a XV. században készültek. Könyvtárosainak névsorát 1475-től ismerjük: 1762-ig a rendház mindenkori vezetője felelt a gyűjteményért, ettől kezdve 1950-ig a rendtartomány külön könyvtárost nevezett ki.
A bibliotéka legrégebbi katalógusa az 1613–1620 körüli évekből maradt fenn, s ebben 239 könyvet soroltak fel, valamint további 32 kötetet különféle szerzetesek celláiban. Ez a gyűjtemény aligha volt nagyobb két-három könyvszekrénynél, melyeket a kolostor bármelyik helyiségében elhelyezhettek.

### XVII–XVIII. század
A Gyöngyösi Ferences Könyvtár a török hódoltság alatt, a XVII. század második felében gyarapodott a legdinamikusabban. A szerzetesek a könyvnyomtatás „forradalma” révén mind olcsóbban tudtak könyvekhez jutni, s a kötetekre nagy gonddal vigyáztak is, majd leadták a könyvtárba. A könyvek bejegyzéseinek tanúsága szerint sok művelt könyvolvasó és gyűjtő magyar ferences élt a XVI–XVII. században, akik a legfrissebb teológiai és egyéb tudományos munkákat szerezték be Párizs és Bécs könyvkereskedőinél, s így műveltségük a kor legújabb irányzatait követte.
A török hódoltság alól felszabadult város kolostorának könyvtára az ezerhétszázas években Wrancsics Ferenc házfőnöksége alatt (1738–1741) újult meg. A bibliotéka legrégebbi bútora Oszler Liborius asztalos testvér munkája, ez Magyarország második legrégebbi könyvtári berendezése. Az elrongyolódott könyveket több lépésben kötötték újjá: először a század első felében egy használaton kívüli pergamenkódex, a Gyöngyösi Graduale lapjait használták, majd a század közepén három compactor, Boshadt Timót, Kamliger Egyed és Juniper testvér egységes, új bőrkötéseket készítettek.
A könyvtár állományának gyarapodása a XVIII. század második felében érdekes változásokat mutat. Ebben az időben mind nagyobb számban kerültek a gyűjteménybe „világi” témájú könyvek és folyóiratok, a magyar szépirodalom és szórakoztató irodalom ma már sokszor elfelejtett alkotásai. De a XVIII. század közepére a Gyöngyösi Ferences Könyvtár már a rendtartomány központi könyvtáraként számtalan olyan középkori teológiai könyvvel is gyarapodott, amelyek kalandos úton, más rendházakból kerültek a gyűjteménybe. 

### XIX. század–XX. század eleje
A XIX. században tovább differenciálódott az állomány, a pénztárkönyvek szerint egyre gyakoribb, majd rendszeres lett a könyvvétel. A Gyöngyösi Ferences Könyvtár állományának összetétele ennek megfelelően megváltozott: kortárs és klasszikus szépirodalom, lexikonok, szótárak kerültek a gyűjteménybe, sőt a kor divatos tudományos és egyházi periodikáit is megvásárolták. A könyvtár második ismert katalógusát (az 1764-es, Sipos Márton által összeállított könyvlajstrom elveszett) Farkas Bernardin készítette 1808-ban.
Az 1904-es gyöngyösi tűzvész a rendházban – s így a könyvtárban is – nagy kárt okozott. Augusztus 16-án késő estére tüzet fogott az évszázados könyvtár. A barátok a tűz fénye mellett az életveszéllyel sem törődve az udvarra dobálták ki az értékes könyveket. Másnap reggel a könyvtárban ismét tűz ütött ki, amelyet azonban sikerült idejében eloltani.
1915 júliusában Oslay Oswald magiszter vezetésével újrarendezték a kolostor könyvtárát. A hat szobában elhelyezett országos hírű gyűjteményt téma szerint csoportosították, s az incunnabulumokat a könnyebb kezelhetőség okán a provinciális külön helyiségben helyezte el. 1930-ban Kaizer Ferdinánd ismét újrarendezte a gyűjteményt, majd értékesebb köteteinek leírását nyomtatott katalógusban jelentette meg.

### Államosítás
A II. világháborút többé-kevésbé szerencsésen úszta meg a kolostor. Épen vészelte át a világégést az évszázados könyvtár is. A gyöngyösi rendház vezetője, Horváth Zsigmond és a klerikát magisztere, Karácsonyi Aladár már az 1950-es deportálások előtt felkészültek az államosításra. A novíciusokkal elrejtették a könyvtár és levéltár néhány értékesebb darabját, a hittudományi főiskola tankönyveit, a teljes Patrologia Graeco-Latinát, valamint néhány fontosabb egyházi felszerelési tárgyat — okkal tartva attól, hogy az értékeket elkobozzák, a liturgikus eszközöket megszentségtelenítik. Amikor 1950. június 9. és 10-e közötti éjszaka országszerte deportálták a szerzeteseket, majd augusztusban aláíratták a katolikus egyház képviselőivel az egyház és állam közötti megállapodást. Ám a rendház elvételekor az államosítók már csak a Gyöngyösi Ferences Könyvtár állományának egy részét találták.
A szerzetesek elhurcolása után az épület egy évre őrizetlenül maradt. A klerikát megmaradt könyvtárát zúzdába vitték; a könyvtárhoz tartozó múzeum tárgyi emlékei eltűntek. A levéltár értékesebb, a mohácsi csatavesztés előtt keletkezett iratokat tartalmazó részét az Egri Levéltárba szállították. A könyvtárat 1951 áprilisának végén a Szent Bertalan templom melletti volt gimnázium épületének földszinti termeibe szállították, majd 1958-ban az Orczy-kastélyba költöztették. Az Országos Széchényi Könyvtár tulajdonába került könyveket 1979-ben szállították vissza a kolostorba. Az ünnepélyes megnyitót Keresztury Dezső tartotta 1979. május 25-én.

### Rendszerváltás utáni megújulás
A rendszerváltást követően a gyűjtemény eredeti tulajdonosaihoz 1996. december 18-án került vissza. 
1998. április 28-án délelőtt 11 órakor Gyöngyösön a sekrestye és a torony feljárójának bontási munkálatai közben került elő az 1950-ben elrejtett állomány: mintegy 3 köbméter könyv, 302 darab régi nyomtatvány illetve levéltári anyag; szálas és kötött kézirat, tabula, protocollum, provinciai levelezés, feljegyzések, klerikusok névsora. Előkerült a régi könyvtár büszkesége, az 1462-ben nyomtatott Fust-biblia is, mely a csodával határos módon szinte sérülés nélkül úszta meg a negyvennyolc évig tartó elfalazottságot. Az előkerült kincseket a Magyar Nemzeti Múzeum mutatta be 1999–2000-ben, majd visszakerültek a gyöngyösi rendházban, ahol egy részük a kiállításon ma is látható.

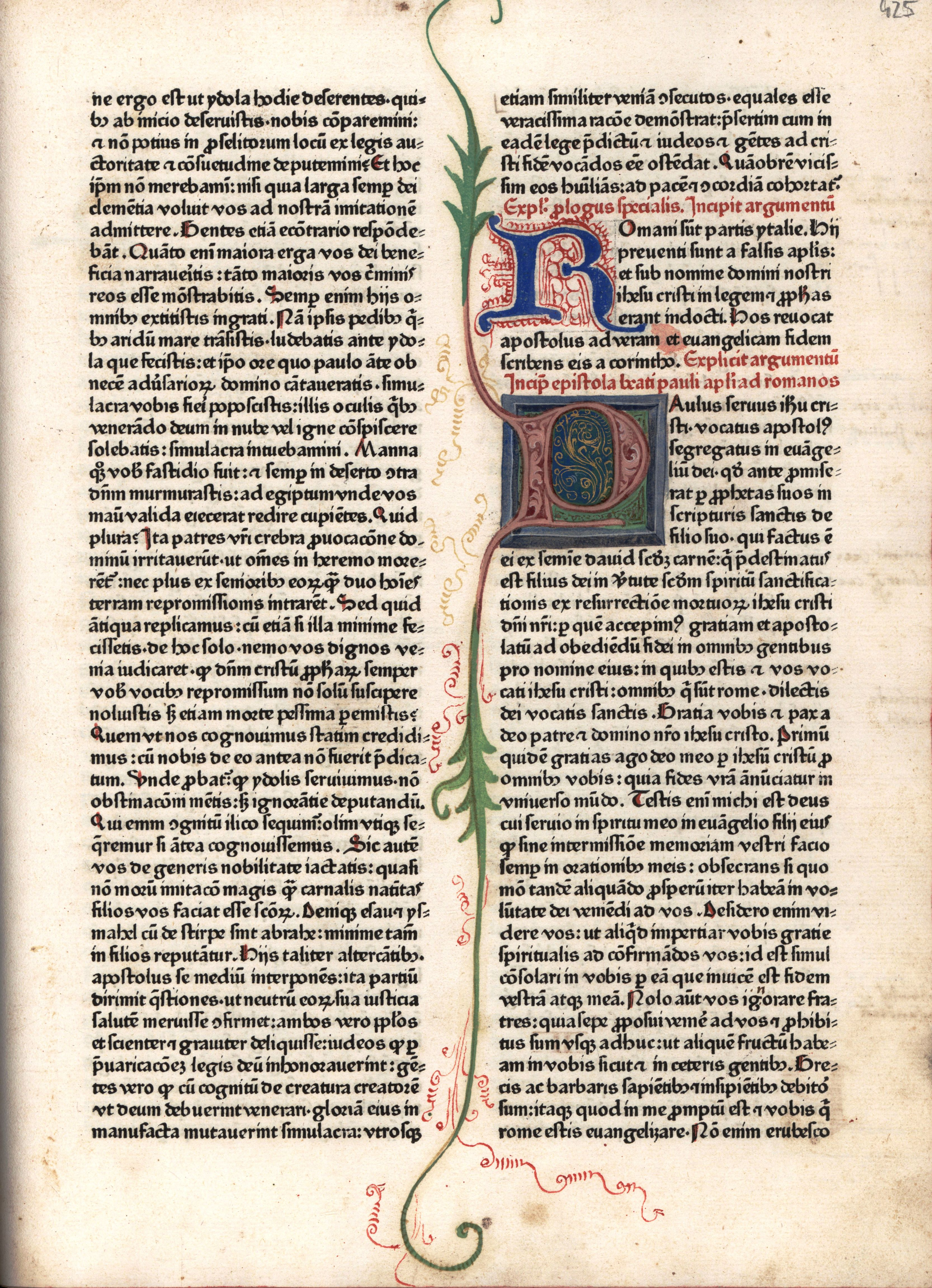
Szent Pál Rómaiaknak írt levelének kezdete a gyöngyösi Schöffer-Fust Bibliában. Mainz, 1462.

## A könyvtár és kiállítás kincsei
A Gyöngyösi Ferences Könyvtárban bizonyíthatóan már a XVIII. század elejétől a könyvek mellett régiségeket (ereklyéket, érmeket, pecsétnyomókat, használaton kívüli liturgikus tárgyakat) is gyűjtöttek, valamint évszázadokon keresztül itt volt a rendtartomány levéltára is. Ezekből a ritkaságokból látható néhány tárgy a könyvtár előterében a „Ferencesek Gyöngyösön” című tematikus kiállításon. A kiállított tárgyak közül egyedülálló néhány középkori typarium (pecsétnyomó) , II. Lajosnak a mohácsi csatavesztés előtt néhány héttel ferenceseknek adott tanúsítványa, valamint több reneszánsz és barokk kehely. 
A könyvtár legértékesebb kincse a Schöffer-Fust Biblia (1462), amely az ország legrégebbi, teljes nyomtatott bibliája. Az 1484-ben, Nürnbergben nyomtatott és pazar módon illuminált Missale Strigoniense valószínűleg valamelyik reneszánsz egri főpap, Bakócz Tamás (1493–1497) vagy Estei Hippolit (1497–1520) tulajdonában állhatott. A XVIII. században a rendházban intézményes formában működő patika könyvei orvostörténeti ritkaságok a XV-XVII. századból. A könyvtár jelentős számban őrizte meg a középkori magyar irodalom kiemelkedő ferences képviselőinek, Temesvári Pelbártnak és Laskai Osvátnak a munkáit. 